# William Tyndale
William Tyndale (nogen gange stavet Tindall eller Tyndall) (f. ca. 1494, d. 1536) var protestant og reformator og teolog i det 16. århundrede. Han oversatte Bibelen til moderne engelsk på sin tid. Der havde tidligere været delvise oversættelser af Bibelen til engelsk helt tilbage fra det 7. århundrede, men Tyndale var den første der oversatte direkte fra den originale hebraiske og græske originaltekst. Han var også den første der benyttede den nye trykkemetode, som sikrede oversættelsen stor udbredelse. I 1535 blev Tyndale arresteret og sat i fængsel i en borg uden for Bruxelles i mere end et år, anklaget for kætteri og forræderi, og siden hængt og brændt på bålet. Dette grundet, at han ikke ville ændre sin oversættelse således, at kirken fremstod som værende Kristi menighed. Den originale tekst forstod menigheden som værende jøderne og de, der havde tilsluttet sig jødedommen igennem troen på Kristus. 
Meget af Tyndales arbejde blev til sidst indarbejdet i bibeloversættelsen King James Version (1611), som i mange år har været en meget udbredt bibel, dog ikke medtaget den del, som han anklagedes for kætteri for. 